# 荻野周史
荻野 周史（おぎの しゅうじ、1968年 - ）は、兵庫県明石市出身の分子病理疫学者 (molecular pathological epidemiologist) かつ病理学医師、分子遺伝病理学(molecular genetic pathology)超専門医である。現在、ダナ・ファーバー癌研究所、ブリガム・アンド・ウィメンズ病院、ハーバード大学医学大学院病理学教授およびハーバード大学公衆衛生学大学院疫学部教授。ブリガム・アンド・ウィメンズ病院病理部分子病理疫学部門長かつ、マサチューセッツ工科大学とハーバードのブロード研究所(Broad Institute)のアソシエイトメンバーでもある。 
従来の疫学および病理学を、分子生物学および生物統計学的手法を駆使して統合した分子病理疫学分野（Molecular pathological epidemiology、略してMPE）の提唱者かつ先駆者として知られる。2013年より国際分子病理疫学会議 (international MPE Meeting Series) を主宰、座長を務めており、その第2回と第3回会議が2014年及び2016年にボストンにて開催された。

## 経歴

### 病理学医師として
2003年に日本人初の米国分子遺伝病理学超専門医ボード資格を取得、以来大腸癌分子検査を初め様々な分子病理学検査の専門家として務める。例えばAmerican Joint Committee on Cancer (AJCC) の下部消化管パネルのアドバイザーやNational Comprehensive Cancer Networkのタスクフォースのメンバーを務めた。

### 分子病理疫学者として
2007年以降、一般人および患者（特に癌患者）集団のリスクファクターへの暴露（環境、食生活、ライフスタイルおよび遺伝的因子など）と分子病理学的指標（大腸癌におけるKRAS変異、BRAF変異およびPIK3CA変異）との関連を仮説化し、立証する論文を多数発表している。2010年、荻野は、 分子病理学   と 疫学  を統合した 新たな  独立分野 として、 分子病理疫学という概念 を提唱した 。以来、分子病理疫学の概念は普及し、American Association for Cancer Research (AACR), Society for Epidemiologic Research (SER), および American Society of Preventive Oncology (ASPO)等の国際学会のテーマに加えられてきた。
分子病理疫学 から派生した概念として大腸の連続性モデル (the colorectal continuum model) を提唱した。  従来大腸癌の分子病理学的指標の捉え方して、口側と肛門側の2相としての区分（the two-colon concept）が主流であった 。荻野は 1,400を超える大腸癌患者のデータベースの解析から、マイクロサテライト不安定性（Microsatellite instability, 略してMSI）の頻度、CpG island methylator phenotype (CIMP) の頻度およびBRAF変異頻度が大腸の部位によって連続的に変化していることを証明した。
他の 分子病理疫学  から派生した概念としては "the GWAS-MPE approach" 、"the unique tumor principle" 、"the unique disease principle" 、"the etiologic field effect model"、"the integrative lifecourse epidemiology - MPE model" “the pharmaco-MPE model”、“the immuno-MPE model”がある。 
2017年12月現在までの累計引用数は26,200を超え、h-indexは87である。原著論文の他に分子病理疫学のコンセプトや関連のパラダイムを展開した論文を多数発表している。

## 略歴
- 1981年-1987年　灘中学校・高等学校
- 1987年-1993年　東京大学理科三類および東京大学医学部医学科
- 1994年-1995年　米国の病理学医師を志し、その準備のため在沖縄米国海軍病院にて研修
- 1995年-1997年　ドレクセル大学アレゲニー総合病院にて病理学科研修医
- 1997年-1999年　ケースウェスタンリザーブ大学にて病理学科研修医
- 1999年-2001年　ペンシルバニア大学にて分子病理学のクリニカルフェローおよびポスドク研究員
- 2001年　東京大学大学院医学系研究科博士課程修了
- 2001年　米国解剖病理学および臨床病理学専門医ボード資格取得
- 2001年-2004年　ハーバード大学医学大学院、ダナ・ファーバー癌研究所病院、ブリガム＆ウィメンズ病院の病理学インストラクター
- 2003年　米国分子遺伝病理学超専門医ボード資格取得（日本人初）
- 2004年-2008年　ハーバード大学医学大学院、ダナ・ファーバー癌研究所病院、ブリガム＆ウィメンズ病院の病理学助教授
- 2008年-2015年　同准教授
- 2010年　ハーバード大学公衆衛生学大学院にて修士課程修了（疫学）
- 2012年-2015年　ハーバード大学公衆衛生学大学院准教授を兼任
- 2013年-　現在、国際分子病理疫学会議の座長を継続して務めている。
- 2014年-　現在、J Dis Markers, Annal Clin Cyto Pathol, Austin J Pub Health Epidemiol, J OncoPatholの分子病理疫学セクションの編集者を務める。
- 2015年-  現在、ハーバード大学医学大学院、ダナ・ファーバー癌研究所病院、ブリガム＆ウィメンズ病院の病理学教授およびハーバード大学公衆衛生学大学院疫学教授[47]
- 2016年-現在、ブリガム＆ウィメンズ病院病理部分子病理疫学部門長
- 2017年-現在、マサチューセッツ工科大学とハーバードのブロード研究所(Broad Institute)アソシエイトメンバー

## 主な受賞・栄誉歴
- 2004年　分子病理学会エグゼクティブ・オフィサー賞
- 2011年　米国およびカナダ病理学アカデミー・ラムズィ・コトラン・ヤング研究者賞
- 2012年　分子病理学会メリトリウス・サービス賞
- 2014年　トムソン・ロイター社の“The Most Influential Scientific Minds:2014”の一人に格付けされる[48]。
- 2014年　米国臨床研究学会 (American Society for Clinical Investigation(ASCI)) 会員に選出される。
- 2014年-現在　FASEBの栄誉科学賞の選考委員を務める[49]。
- 2015年-現在  NCI R35 Outstanding Investigator Award [50]
- 2015年　トムソン・ロイター社の"Highly Cited Researchers 2015"の一人に挙げられる[51]。
- 2016年、2017年　クラリベートアナリティックス社の"Highly Cited Researchers"の一人に挙げられる[52][53]
- 2018年　米国研究病理学会（ASIP）Outstanding Investigator Award [54]

## 人物像
ドレクセル大学アレゲニー総合病院にて研修中、当時アレゲニー総合病院脳神経外科教授であった福島孝徳に出会い、多大な影響を受けた。
エルゴノミクスキーボードを製造するKinesisの製品を愛用している。また現在主流のキー配列であるQWERTY配列を使用せず、人間工学的に改良されたとされるDvorak配列に、独自に改良を加えた"modified Dvorak"を使用している。唯一の難点は旅行に常にこのキーボードを携帯しなければならないことであると述べている。
趣味は、将棋、テニス、自転車、散歩、クラシック音楽鑑賞で、とくに数多くの作曲家について造詣が深い。